# 九斑刺鲀
九斑刺鲀（学名：Diodon novemaculatus）为刺鲀科刺鲀属的鱼类。分布于印度尼西亚的苏门答腊岛、往东到新几内亚岛以及西沙群岛和东沙群岛海域等，属于热带海内珊瑚礁附近底层鱼。该物种的模式产地在新几内亚。

## 扩展阅读
維基物種上的相關：九斑刺鲀